# Конвой JW-64
Конвой JW-64 — арктический конвой времён Второй мировой войны.
JW-64 был отправлен в СССР 3 февраля 1945 года со стратегическими грузами и военной техникой из США, Канады и Великобритании из порта Гринок в Шотландии. В его состав входило 26 грузовых судов. Прикрытие конвоя состояло из трёх эсминцев, трёх сторожевых кораблей, трёх патрульных кораблей и одного вспомогательного судна. 6 февраля соединились с Первой крейсерской эскадрой. В состав которой входили эскортные авианосцы «Найрана» и «Кампания», крейсер «Беллона» и восемь эсминцев. 15 февраля конвой JW-64 прибыл в Кольский залив. Потери: 12 февраля сторожевой корабль «Денби Касл» был поражён ударом торпеды.
6 февраля потери немцев в двух атаках составили 7 самолётов. 10 февраля — 8 самолётов.
Во время прохождения конвоя его периодически сопровождала штормовая погода.